# Пушкинская карта

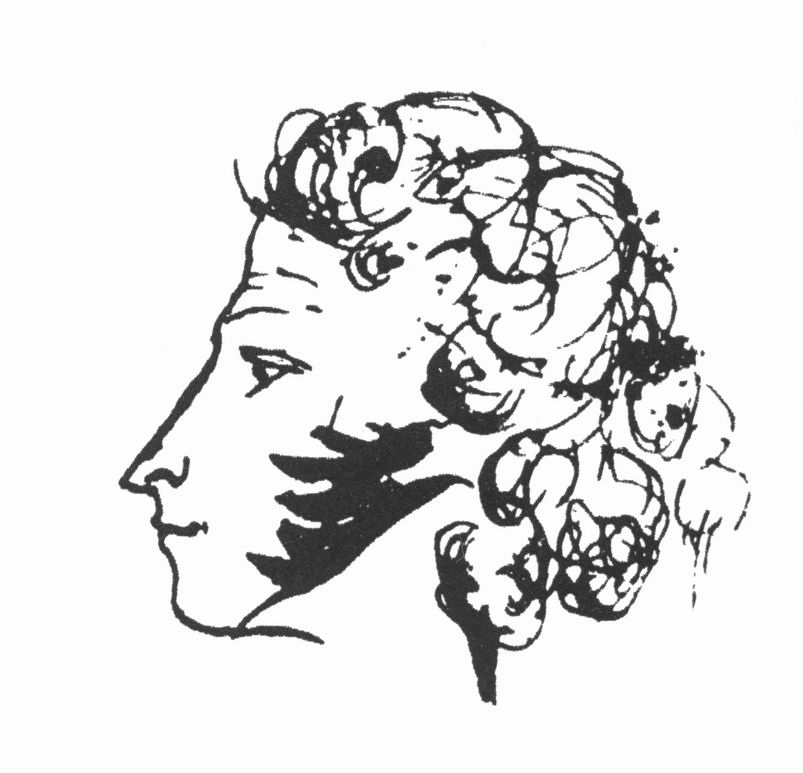
Автопортрет А. С. Пушкина, который используется на лицевой стороне карты

«Пушкинская карта» — программа культурного просвещения людей в возрасте от 14 до 22 лет, проживающих на территории России, презентованная 30 августа 2021 года.

## Описание
Презентация «Пушкинской карты» состоялась 30 августа 2021 года в ГМИИ имени Пушкина. Программа создана для доступа лиц в возрасте от 14 до 22 лет к посещению культурных мероприятий за счёт государственных средств (в пределах особого лимита, пополняемого ежегодно). Своё название «Пушкинская карта» получила ввиду наибольшей узнаваемости А. С. Пушкина среди иных культурных деятелей России.

## Критика
Проведённый социальный опрос показал, что половина опрошенных не стала чаще посещать культурные мероприятия после запуска программы. Причинами этого можно назвать ограниченное количество мест, доступных к посещению, и отсутствие осведомлённости среди обучающихся о «Пушкинской карте». Респонденты также отметили возможности усовершенствования «Пушкинской карты», к примеру, возможность покупки книг русской литературной классики, увеличение лимита выделяемых на карту средств или расширение количества доступных к посещению с «Пушкинской картой» мест.

## Реализация
К марту 2024 года участниками программы «Пушкинская карта» стали 10,1 млн человек из более 13 млн возможных. За 2023 год по данной программе было продано 29 млн билетов, за что российские учреждения культуры получили около 13 млрд рублей. На это время в «Пушкинской карте» принимали участие 11,5 тыс организаций, из которых 1,6 тыс — музеи.
25 марта 2025 года на заседании Совета по культуре и искусству генеральный директор Большого Московского цирка Эдгард Запашный выступил с предложением расширить действие «Пушкинской карты» на цирковое искусство по всей стране. В мае Президент России Владимир Путин поручил Правительству внести цирки в программу проекта.